# Якшино (Кирилловский район)
Якшино — деревня в Кирилловском районе Вологодской области.
Входит в состав Горицкого сельского поселения, с точки зрения административно-территориального деления — в Горицкий сельсовет.
Расстояние по автодороге до районного центра Кириллова — 17 км, до центра муниципального образования Гориц — 11 км. Ближайшие населённые пункты — Пружинино, Саутино, Пресняково.
По переписи 2002 года население — 5 человек.